# Crocuta crocuta
La hiena manchada o hiena moteada (Crocuta crocuta) es una especie de mamífero carnívoro de la familia Hyaenidae. Habita en África al sur del Sáhara en praderas y terrenos abiertos llanos, ausente de la cuenca del río Congo, Madagascar, casi toda Sudáfrica y desiertos como el Namib. Puede encontrarse incluso cerca de asentamientos humanos. Es la única especie de su género y no se reconocen subespecies vivientes, aunque durante el Pleistoceno vivió una subespecie, la hiena de las cavernas (C. c. spelaea).

## Descripción

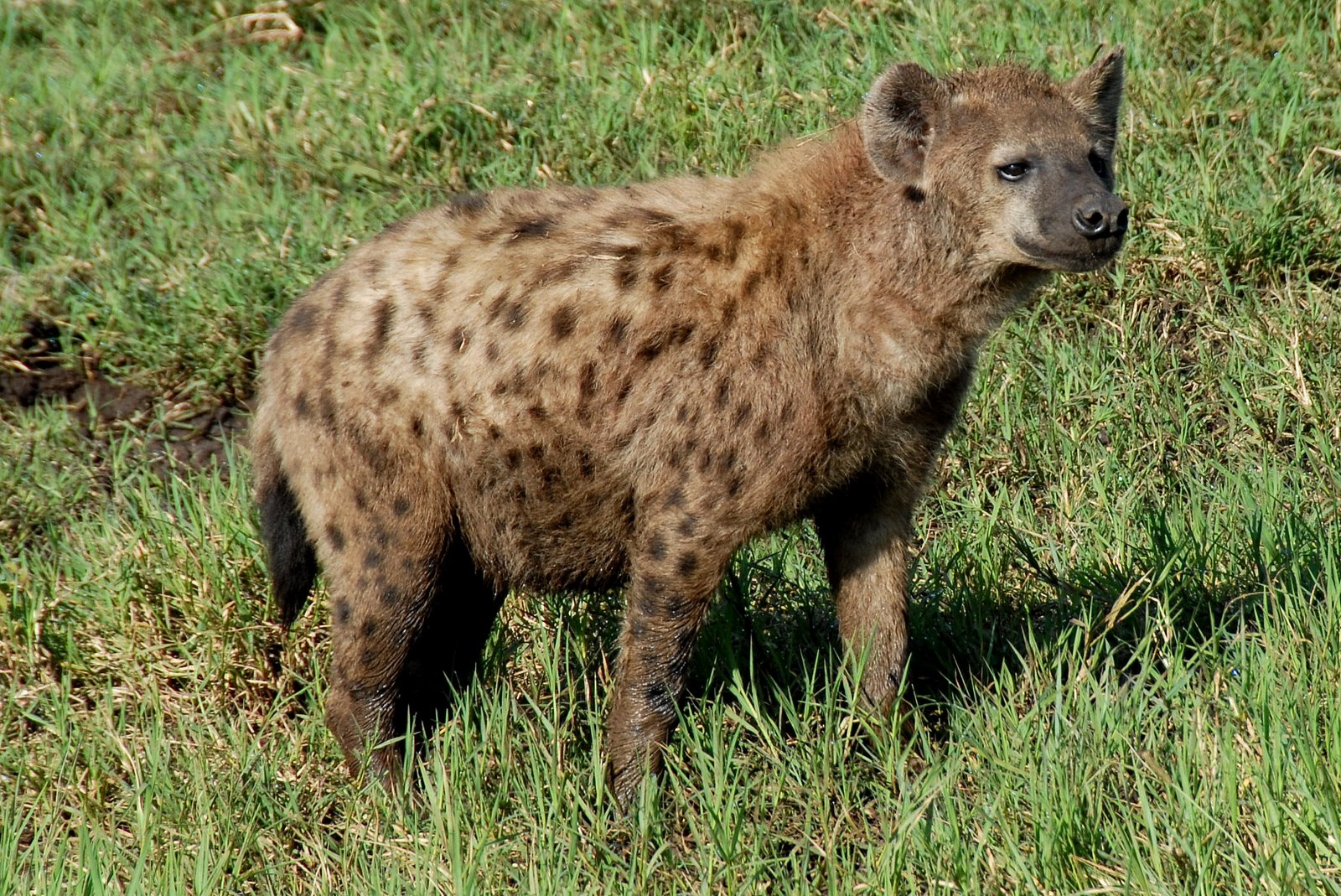
Hiena manchada en el cráter del Ngorongoro (Tanzania)

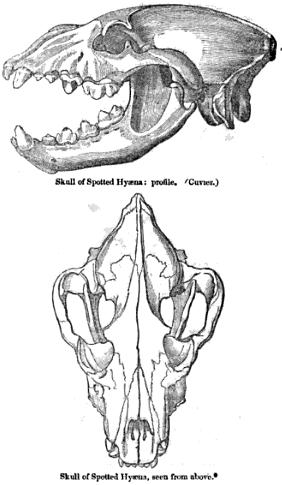
Cráneo de hiena manchada ilustrado por Frédéric Cuvier

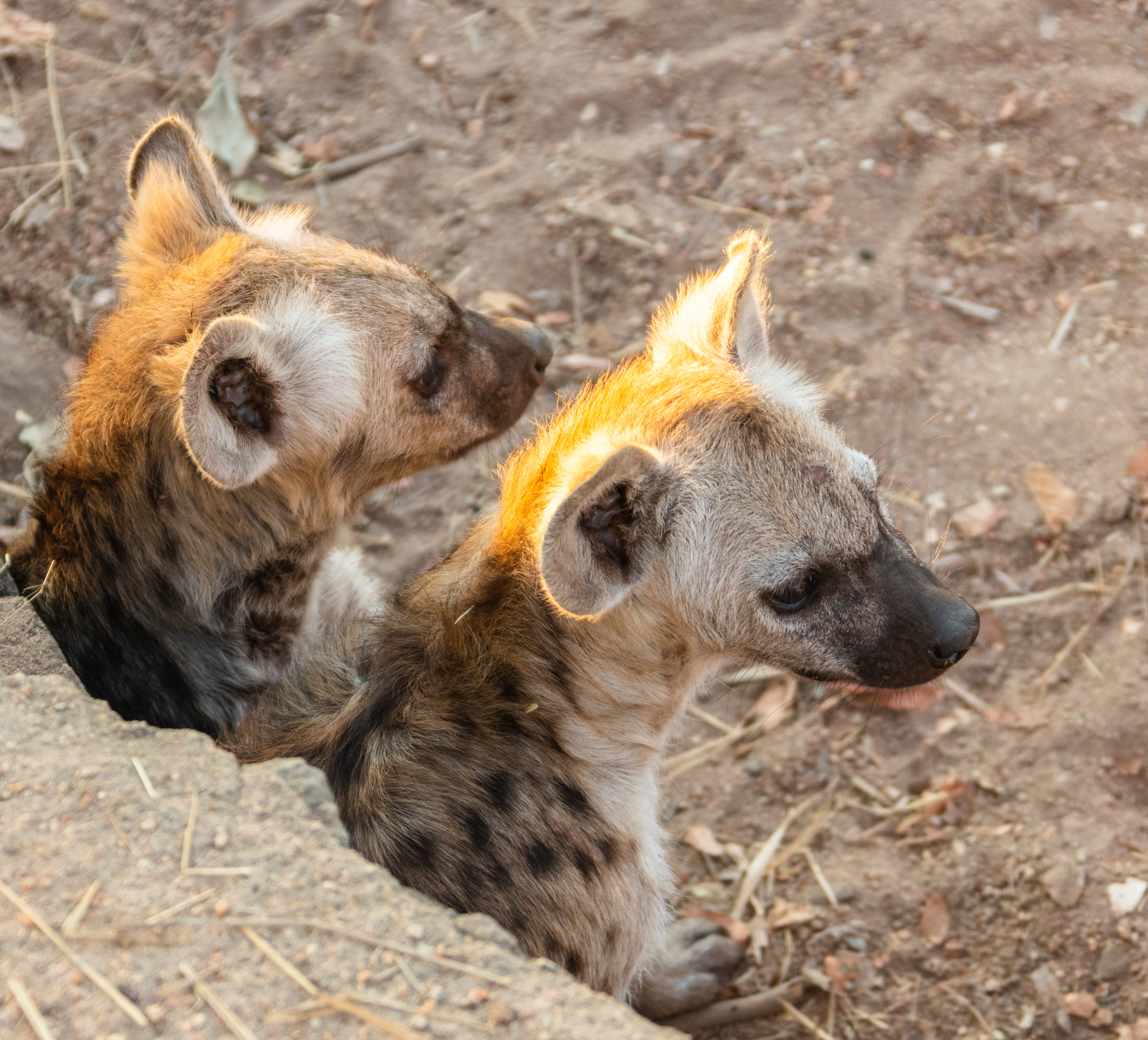
Crías de hiena manchada

Miden entre 110 y 150 cm de largo sin contar la cola de 20-35 cm, la altura es de entre 68 y 92 cm al hombro y el peso se sitúa entre los 45 y 90 kg, el promedio es de 70,4 kg, siendo las hembras de mayor tamaño que los machos. Se dice[¿quién?] que la hembra de hiena manchada más grande y pesada documentada pesó 100,2 kg con una segunda que pesó 93 kg. Aun así, el peso puede variar geográficamente, las situadas al norte tienden a ser más livianas, mientras las del sur son más pesadas y robustas, sobrepasando las del norte por unos 10-20 kg. Las hembras en Sudáfrica y Botsuana pesan un promedio de 85 kg y los machos 75 kg, mientras en el norte (Zambia, Angola, Kenia, etc.) pesan un promedio de 65 kg.
Tienen los miembros anteriores ligeramente más largos que los posteriores.
Su pelaje es corto, entre amarillento y rojizo, con manchas ovaladas e irregulares de color marrón oscuro que faltan en cabeza, garganta y tórax; crin corta y erizada; la cola tiene un mechón de pelo largo y color negro o marrón. El cráneo mide 27,7 cm de largo, 16,6 cm de alto y 17,6 cm de ancho, por lo que se estima que la cabeza mide 31 cm de largo, es maciza y bastante pesada; el cráneo puede pesar hasta 1,5 kg. La circunferencia del pecho es de aprox. 110 cm.
La hembra posee unos genitales peculiares, debido a la ausencia de vulva y a la presencia de un clítoris muy desarrollado que recuerda al pene de los machos; también presenta una especie de hinchazón similar a una bolsa como un  escroto.
En la época de celo, el orificio urogenital se ensancha, y el conducto y los tejidos circundantes se aflojan e hipertrofian, de modo que pueda darse la cópula y el parto.
Las hienas son muy resistentes, poseyendo un corazón muy grande, lo que les permite trotar a 10 km/h sin fatigarse. Corriendo, pueden alcanzar los 50 km/h durante más de 3 km. Son buenas nadadoras, capaces de controlar su inmersión y de caminar por el fondo de charcas mientras mantienen la respiración (apnea).
Emiten toda una gama de diversos gritos, de los que el más conocido es una especie de ladrido sarcástico característico que recuerda a la risa humana.

## Biología y ecología

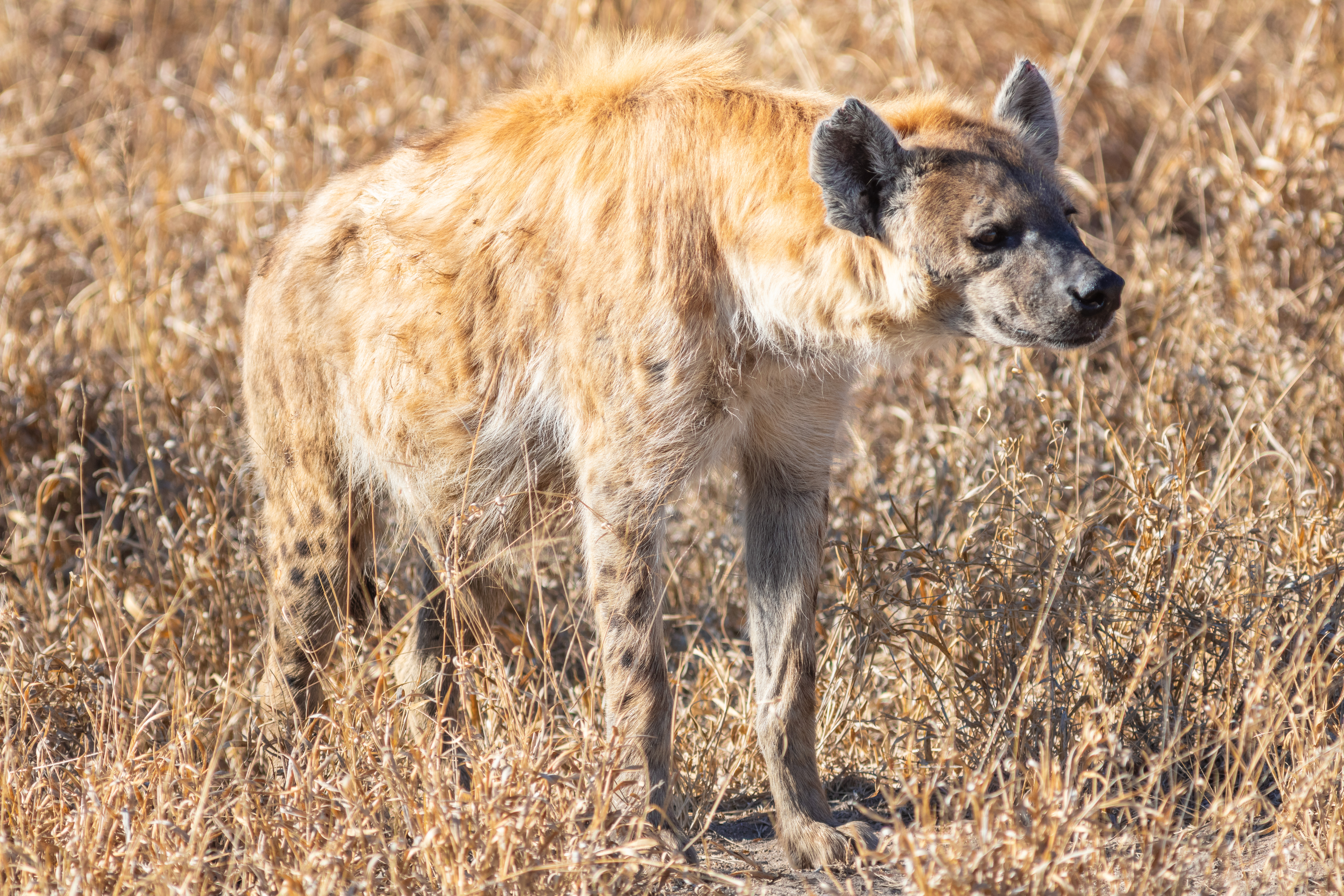
Hembra en el parque nacional Kruger, Sudáfrica.

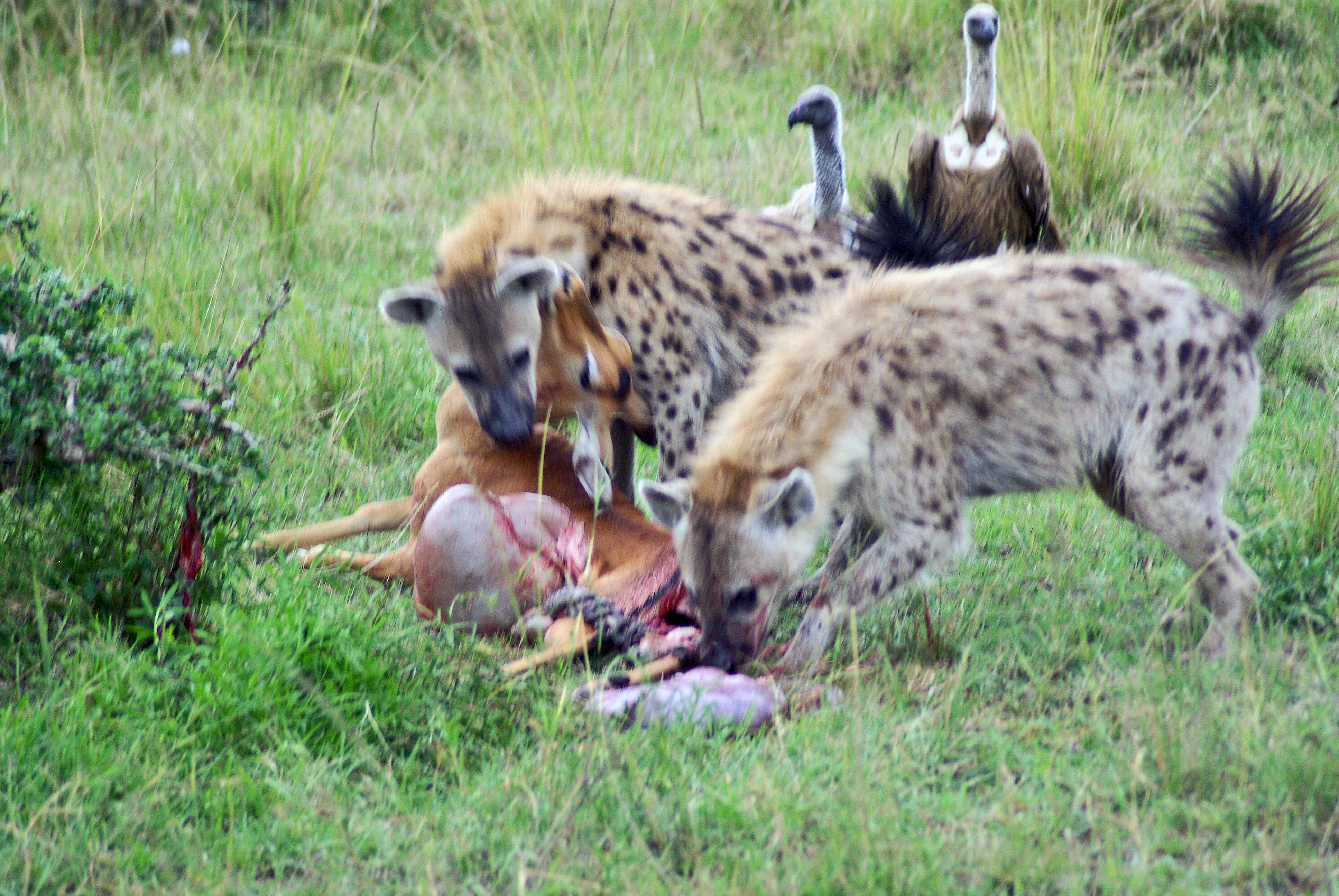
Hienas manchadas devorando un impala en Masái Mara (Kenia).

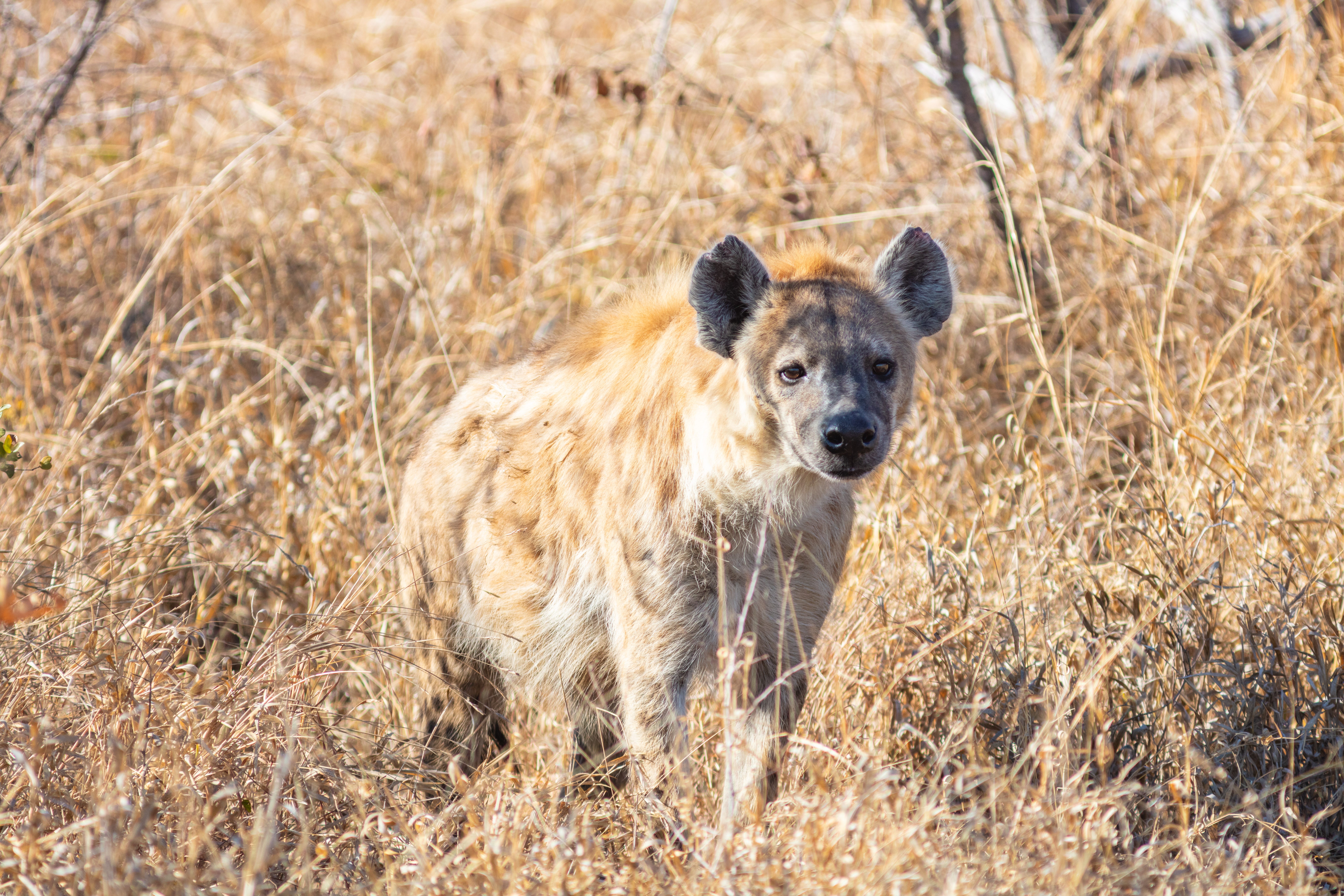
Ejemplar en el parque nacional Kruger, Sudáfrica.

Son de hábitos principalmente nocturnos y crepusculares. Habitualmente viven en grupos familiares liderados por una hembra. Se refugian en orificios naturales entre rocas u otros lugares similares, entre los matorrales o en galerías abandonadas de cerdos hormigueros que frecuentemente agrandan ellas mismas. Defienden su territorio de otros grupos o clanes de hienas; el cual es marcado con las secreciones de sus glándulas anales, orina y excrementos que depositan habitualmente en letrinas.
El periodo de gestación es de unos ciento diez días, tras los cuales las hembras paren dos crías, excepcionalmente una o tres. La crías nacen con los ojos abiertos y pesan de media 1,5 kg. En periodos de abundancia tienen descendientes hembras que suelen permanecer en el clan y en periodos de escasez machos que salen fuera. Los machos alcanzan la madurez sexual a los dos años, y las hembras a los tres.
Cazan en grupos de diez a treinta individuos, comandados por una hembra dominante. Sus poderosas mandíbulas y potentes muelas están preparadas para una alimentación a base de carne, pudiendo engullir los huesos, dientes y cornamentas de sus presas. Aunque están consideradas como carroñeras, son cazadoras que carroñean cuando es oportuno. Su dieta comprende desde insectos a cebras, ñúes e incluso jirafas, alimentándose tanto de cadáveres como de presas vivas, principalmente de los animales moribundos y enfermos. Las disputas por cadáveres de animales entre hienas manchadas y leones son comunes. Si el grupo de hienas no es muy numeroso, los leones suelen ganar, por lo que la dentición de las hienas adaptada a romper huesos les permite descuartizar el cadáver antes de que lleguen otros carnívoros. Así, cada hiena puede llevarse un trozo, dispersarse y no dejar nada. Suelen esconder los restos de comida en el fango y su buena memoria les permite recordar dónde lo han dejado. Las hienas son extremadamente inteligentes y muchos expertos las consideran intelectualmente comparables a los osos e incluso simios.

### Apareamiento, reproducción y desarrollo

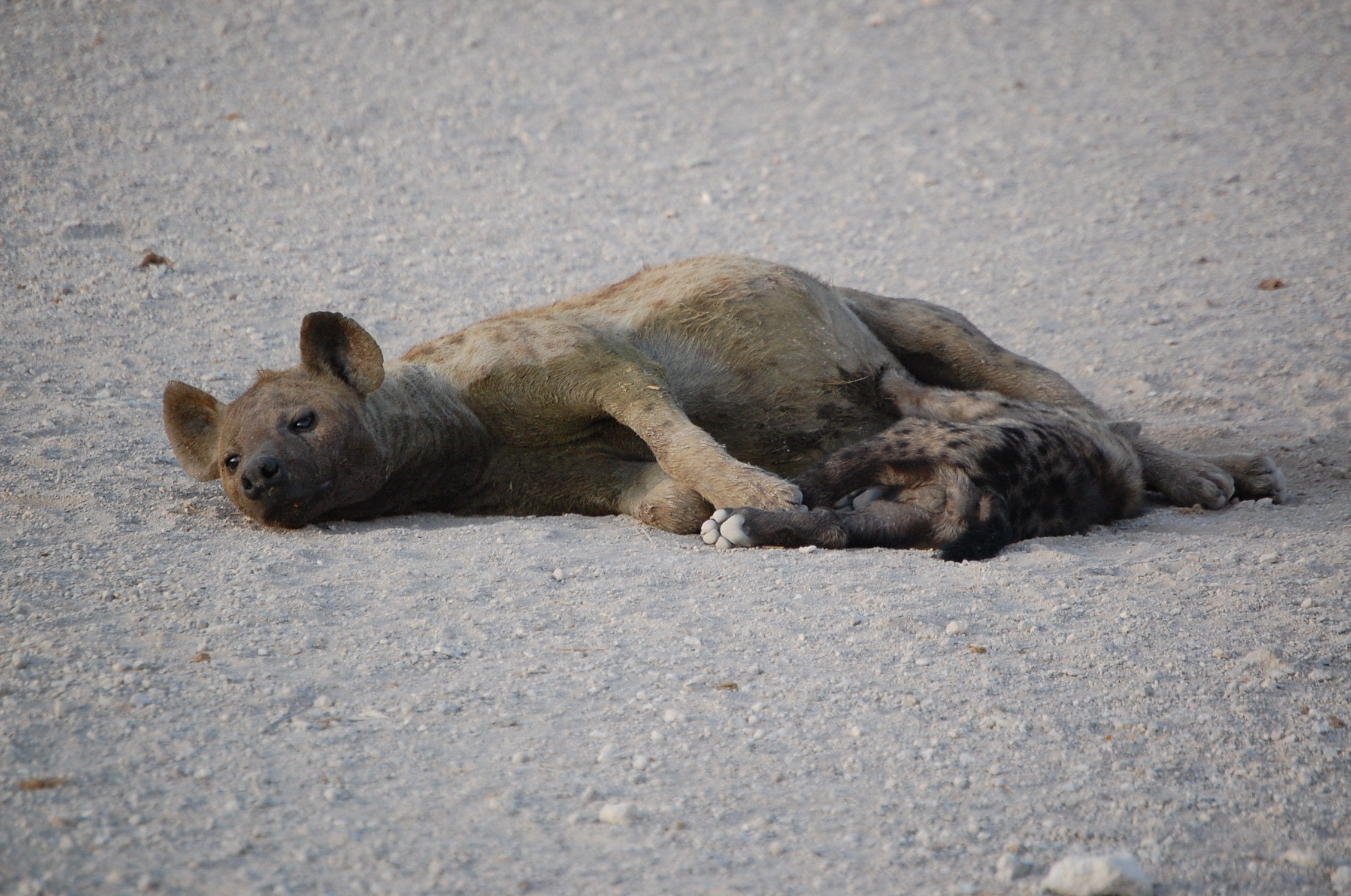
Hembra amamantando a su cachorro, Parque Nacional de Amboseli, Kenia

Las hienas moteadas son reproductoras no estacionales, aunque se produce un pico de nacimiento durante la estación de lluvias. Las hembras son poliéstricas, con un periodo de estro que dura dos semanas. Al igual que muchas especies feliformes, la hiena moteada es promiscua y no se forman vínculos de pareja duraderos. Los miembros de ambos sexos pueden copular con varias parejas a lo largo de varios años. Los machos muestran un comportamiento sumiso cuando se acercan a las hembras en celo, incluso si el macho supera en peso a su pareja. Las hembras suelen preferir a machos más jóvenes nacidos o incorporados al clan después de su nacimiento. Las hembras mayores muestran una preferencia similar, con el añadido de que prefieren a aquellos machos con los que han tenido relaciones previas largas y amistosas. Los machos pasivos suelen tener más éxito en el cortejo de las hembras que los agresivos. La cópula en las hienas manchadas es un asunto relativamente corto, que dura de cuatro a doce minutos, y normalmente solo ocurre de noche sin que haya otras hienas presentes. El proceso de apareamiento es complicado, ya que el pene del macho entra y sale del tracto reproductivo de la hembra a través del pseudopene de ésta en lugar de hacerlo directamente a través de la vagina, que está bloqueada por el falso escroto y los falsos testículos. Estos rasgos inusuales hacen que el apareamiento sea más laborioso para el macho que en otros mamíferos, al tiempo que aseguran que la cópula forzada sea físicamente imposible. Una vez que la hembra retrae su clítoris, el macho entra en la hembra deslizándose por debajo de ella, una operación facilitada por el ángulo ascendente del pene. Una vez logrado esto, se adopta una postura de apareamiento típica de los mamíferos (lordosis). La cópula puede repetirse varias veces durante un periodo de varias horas. Ambos miembros de la pareja suelen lamerse los genitales durante varios minutos después del apareamiento.
La duración del periodo de gestación suele variar mucho, aunque la media es de ciento diez días. En las etapas finales de la gestación, las hembras dominantes proporcionan a sus crías en desarrollo niveles de andrógenos más altos que los de las madres de menor rango. Se cree que los niveles de andrógenos más elevados -resultado de las altas concentraciones de androstenediona ovárica- son responsables de la masculinización extrema del comportamiento y la morfología de las hembras. Esto tiene el efecto de hacer que los cachorros de las hembras dominantes sean más agresivos y sexualmente activos que los de las hienas de menor rango; los cachorros de los machos de alto rango intentarán montar a las hembras antes que los machos de menor rango. La camada promedio consiste en dos cachorros, con tres ocasionalmente reportados. Los machos no participan en la crianza de las crías. El parto es difícil para las hienas, ya que las hembras dan a luz a través de su estrecho clítoris, y los cachorros de hiena manchada son las crías de carnívoros más grandes en relación con el peso de sus madres. Durante el parto, el clítoris se rompe para facilitar el paso de las crías, y puede tardar semanas en curarse.

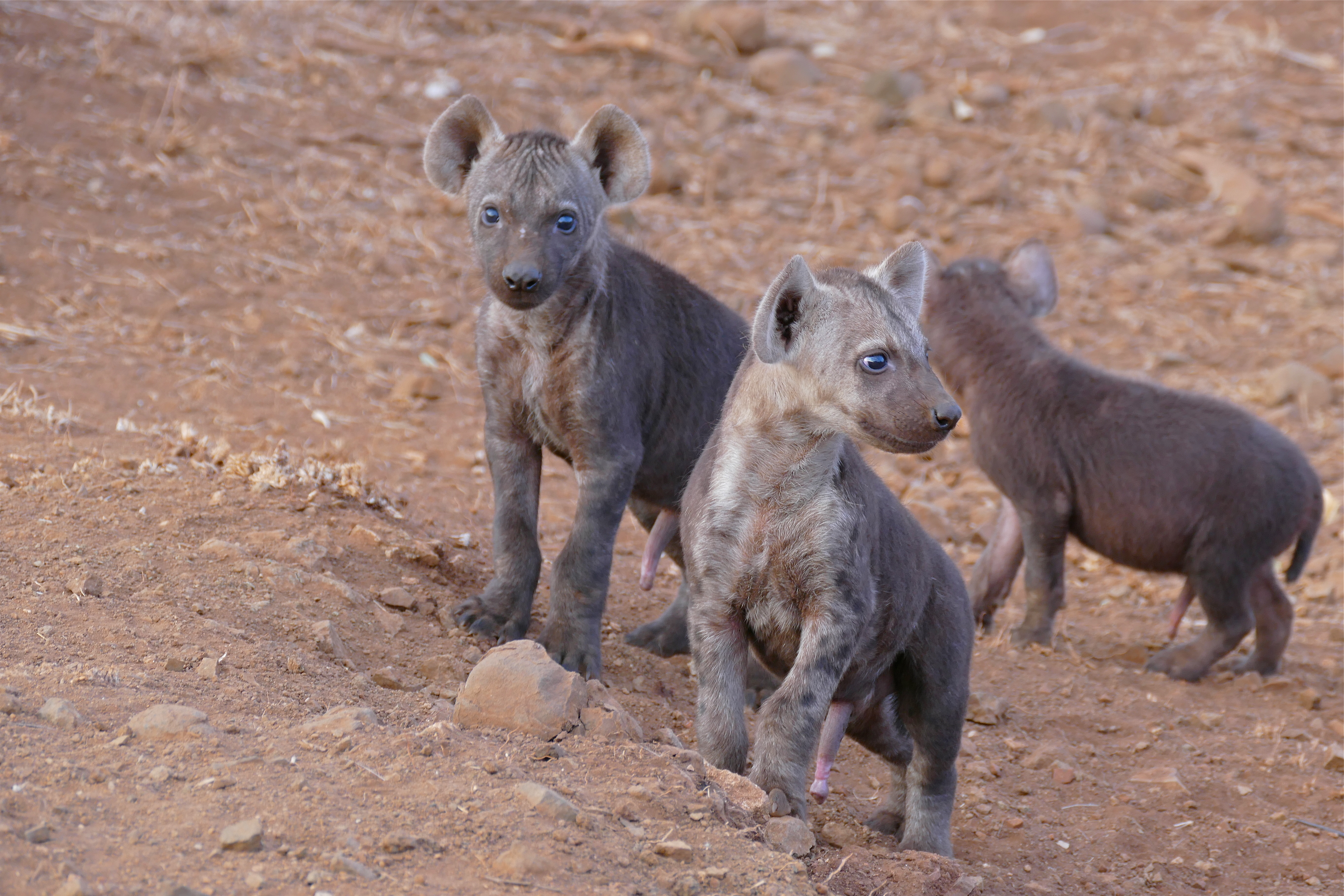
Tres cachorros en el Parque Nacional Kruger de Sudáfrica

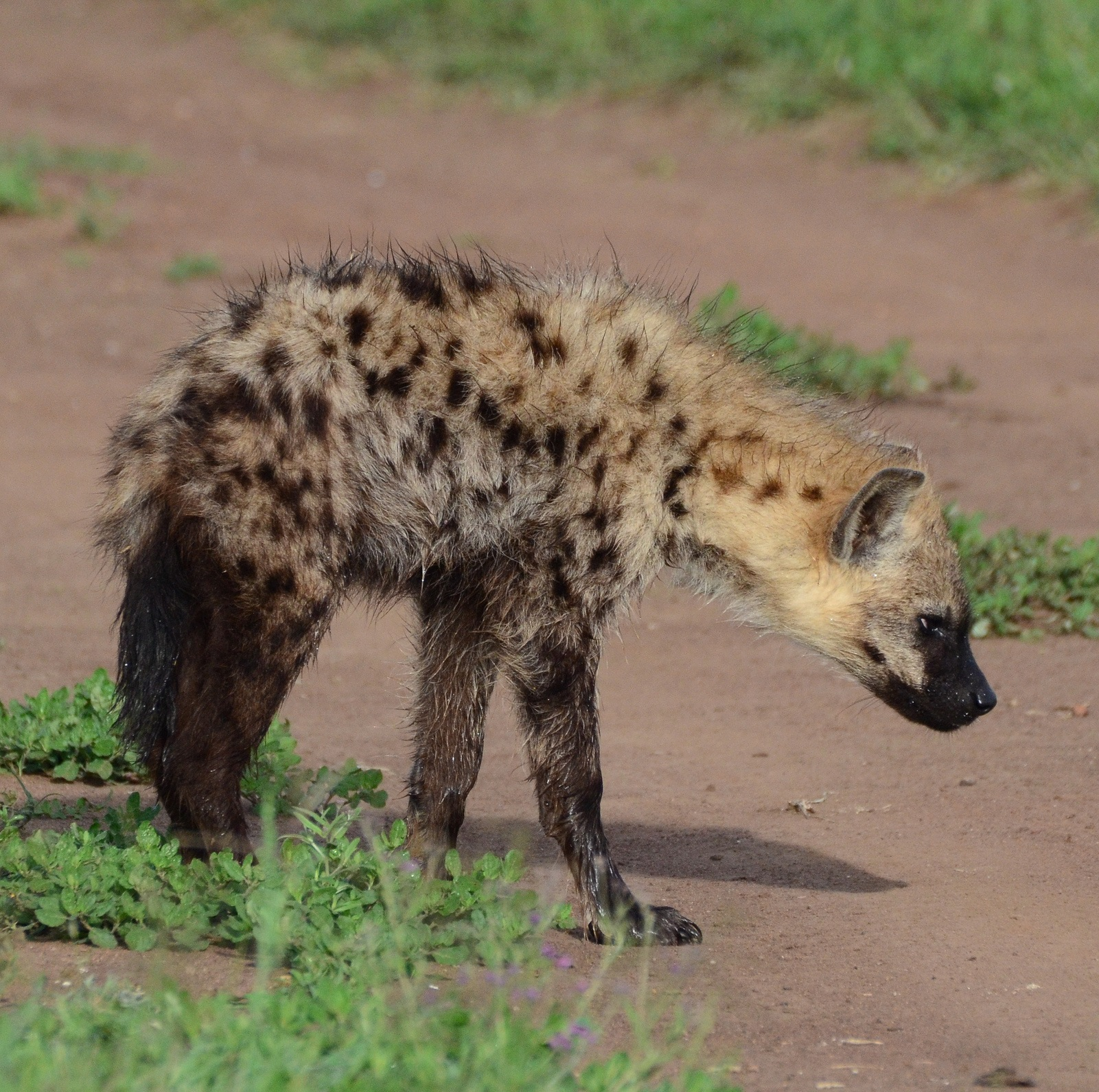
Un cachorro de hiena manchada en el Serengeti, Tanzania. Obsérvense las manchas bien definidas, que desaparecerán con la edad.

Los cachorros nacen con un pelo suave y negro parduzco, y pesan una media de 1,5 kg. Únicas entre los mamíferos carnívoros, las hienas manchadas también nacen con los ojos abiertos y con dientes caninos de 6-7 mm de largo e incisivos de 4 mm. Además, los cachorros se atacan entre sí poco después de nacer. Esto es particularmente evidente en camadas del mismo sexo, y puede resultar en la muerte del cachorro más débil. Este cainismo neonatal mata a un estimado de 25% de las hienas en su primer mes. Los cachorros machos que sobreviven crecen más rápido y es más probable que alcancen el dominio reproductivo, mientras que las hembras supervivientes eliminan a los rivales por el dominio en su clan natal. Las hembras lactantes pueden llevar de 3 a 4 kg de leche en sus ubres. La leche de la hiena manchada tiene el mayor contenido de proteínas y grasas de todos los carnívoros terrestres. Los cachorros se alimentan de su madre durante doce a dieciséis meses, aunque pueden procesar alimentos sólidos a partir de los tres meses. Las madres no regurgitan la comida para sus crías. Las hembras son muy protectoras con sus cachorros y no toleran que otros adultos, especialmente los machos, se acerquen a ellos. Las hienas manchadas muestran comportamientos de adultos muy pronto; se ha observado que los cachorros se olfatean ritualmente y marcan su espacio vital antes de cumplir un mes. A los diez días de nacer, son capaces de moverse a una velocidad considerable. Los cachorros empiezan a perder el pelaje negro y desarrollan el pelaje manchado y más claro de los adultos a los dos o tres meses. Empiezan a mostrar comportamientos de caza a la edad de ocho meses, y comenzarán a participar plenamente en las cacerías en grupo después de su primer año. Las hienas manchadas alcanzan la madurez sexual a los tres años. El promedio de vida en los zoológicos es de doce años, con un máximo de veinticinco años.